# Dílar
Dílar település Spanyolországban, Granada tartományban. Dílar Padul, Villa de Otura, Gójar, La Zubia, Monachil, Güéjar Sierra, Capileira, Lanjarón és Dúrcal községekkel határos. Lakosainak száma 2319 fő (2024).

## Népesség
A település népessége az elmúlt években az alábbi módon változott:
| Lakosok száma | 1415 | 1581 | 1600 | 1728 | 1757 | 1825 | 1910 | 2054 | 2137 | 2319 |
|               | 2001 | 2004 | 2006 | 2009 | 2011 | 2014 | 2016 | 2019 | 2021 | 2024 |